# Superpuchar Europy UEFA 2011
Mecz o Superpuchar Europy 2011 został rozegrany 26 sierpnia 2011 na Stadionie Ludwika II w Monako pomiędzy Barceloną, zwycięzcą Ligi Mistrzów UEFA 2010/2011 oraz FC Porto, triumfatorem Ligi Europy UEFA 2010/2011. Barcelona wygrała mecz 2:0, tym samym zdobywając Superpuchar Europy po raz czwarty w historii klubu.

## Droga do meczu

### FC Porto
| Sezon   | Rozgrywki   | Runda   | Przeciwnik     | Dom     | Wyjazd  | Ogólnie    |
| ------- | ----------- | ------- | -------------- | ------- | ------- | ---------- |
| 2010/11 | Liga Europy | PO      | KRC Genk       | 4–2     | 3–0     | 7–2        |
| 2010/11 | Liga Europy | Grupa L | Rapid Wiedeń   | 3–0     | 3–1     | 1. miejsce |
| 2010/11 | Liga Europy | Grupa L | CSKA Sofia     | 3–1     | 1–0     | 1. miejsce |
| 2010/11 | Liga Europy | Grupa L | Beşiktaş JK    | 1–1     | 3–1     | 1. miejsce |
| 2010/11 | Liga Europy | 1/16    | Sevilla FC     | 0–1     | 2–1     | 2–2, w.    |
| 2010/11 | Liga Europy | 1/8     | CSKA Moskwa    | 2–1     | 1–0     | 3–1        |
| 2010/11 | Liga Europy | 1/4     | Spartak Moskwa | 5–1     | 5–2     | 10–3       |
| 2010/11 | Liga Europy | 1/2     | Villarreal CF  | 5–1     | 2–3     | 7–4        |
| 2010/11 | Liga Europy | F       | SC Braga       | 1–0 (N) | 1–0 (N) | 1–0 (N)    |

### FC Barcelona
| Sezon   | Rozgrywki     | Runda   | Przeciwnik        | Dom     | Wyjazd  | Ogólnie    |
| ------- | ------------- | ------- | ----------------- | ------- | ------- | ---------- |
| 2010/11 | Liga Mistrzów | Grupa D | FC København      | 2–0     | 1–1     | 1. miejsce |
| 2010/11 | Liga Mistrzów | Grupa D | Rubin Kazań       | 2–0     | 1–1     | 1. miejsce |
| 2010/11 | Liga Mistrzów | Grupa D | Panathinaikos AO  | 5–1     | 3–0     | 1. miejsce |
| 2010/11 | Liga Mistrzów | 1/8     | Arsenal           | 3–1     | 1–2     | 4–3        |
| 2010/11 | Liga Mistrzów | 1/4     | Szachtar Donieck  | 5–1     | 1–0     | 6–1        |
| 2010/11 | Liga Mistrzów | 1/2     | Real Madryt       | 1–1     | 2–0     | 3–1        |
| 2010/11 | Liga Mistrzów | F       | Manchester United | 3–1 (N) | 3–1 (N) | 3–1 (N)    |

## Szczegóły meczu
Spotkanie finałowe odbyło się 26 sierpnia 2011 na Stadionie Ludwika II w Monako. Frekwencja na stadionie wyniosła 18 048 widzów. Mecz sędziował Björn Kuipers z Holandii. Mecz zakończył się zwycięstwem Barcelony 2:0. Bramki dla Barcelony strzelili Lionel Messi w 39. minucie i Cesc Fàbregas w 88. minucie.
| 26 sierpnia 2011 | FC Barcelona · Messi 39' · Fàbregas 88' | 2:01:0Raport | FC Porto | Stadion Ludwika II, Monako Widzów: 18.048 Sędzia: Björn Kuipers |
|                  |                                         |              |          |                                                                 |

| Barcelona | Porto |

| FC BARCELONA    |    |                       |     |     |
|                 |    |                       |     |     |
| BR              | 1  | Víctor Valdés         |     |     |
| OB              | 2  | Dani Alves            |     |     |
| OB              | 14 | Javier Mascherano     |     |     |
| OB              | 22 | Éric Abidal           |     |     |
| OB              | 21 | Adriano               |     | 63' |
| PO              | 15 | Seydou Keita          |     |     |
| PO              | 6  | Xavi (c)              |     |     |
| PO              | 8  | Andrés Iniesta        | 51' |     |
| NA              | 10 | Lionel Messi          |     |     |
| NA              | 17 | Pedro                 |     | 80' |
| NA              | 7  | David Villa           |     | 61' |
| Rezerwowi:      |    |                       |     |     |
| BR              | 36 | Oier Olazábal Paredes |     |     |
| OB              | 24 | Andreu Fontàs         |     |     |
| PO              | 4  | Cesc Fàbregas         |     | 80' |
| PO              | 11 | Thiago Alcântara      |     |     |
| PO              | 16 | Sergio Busquets       |     | 63' |
| PO              | 28 | Jonathan dos Santos   |     |     |
| NA              | 9  | Alexis Sánchez        |     | 61' |
| Trener:         |    |                       |     |     |
| Josep Guardiola |    |                       |     |     |

| FC PORTO      |    |                    |         |     |
|               |    |                    |         |     |
| BR            | 1  | Helton (c)         |         |     |
| OB            | 21 | Cristian Săpunaru  |         |     |
| OB            | 14 | Rolando            | 65' 86' |     |
| OB            | 30 | Nicolás Otamendi   |         |     |
| OB            | 13 | Jorge Fucile       |         |     |
| PO            | 23 | Souza              |         | 77' |
| PO            | 6  | Fredy Guarín       | 82' 90' |     |
| PO            | 8  | João Moutinho      |         |     |
| NA            | 12 | Hulk               |         |     |
| NA            | 10 | Cristian Rodríguez | 30'     | 69' |
| NA            | 11 | Kléber             |         | 77' |
| Rezerwowi:    |    |                    |         |     |
| BR            | 31 | Rafael Bracalli    |         |     |
| OB            | 4  | Maicon             |         |     |
| PO            | 7  | Fernando Belluschi |         | 77' |
| PO            | 25 | Fernando           |         | 77' |
| PO            | 35 | Steven Defour      |         |     |
| NA            | 17 | Silvestre Varela   |         | 69' |
| NA            | 20 | Djalma             |         |     |
| Trener:       |    |                    |         |     |
| Vítor Pereira |    |                    |         |     |

| Superpuchar Europy (2011)  |
| -------------------------- |
| Hiszpania                  |
| FC Barcelona Czwarty Tytuł |